# 10399 Нісіхаріма
10399 Нісіхаріма (10399 Nishiharima) — астероїд головного поясу, відкритий 29 жовтня 1997 року.
Тіссеранів параметр щодо Юпітера — 3,525.
Названо на честь Нісіхаріма (яп. にしはりま(西播磨) нісіхаріма)